# SD 건담 포스
《SD 건담 포스》(일본어: SDガンダムフォース, Superior Defender Gundam Force)는 2004년 1월 7일부터 12월 29일까지 일본의 TV 도쿄 계열에서 방영된 로봇 애니메이션이다.

## 개요
TV 애니메이션 건담 시리즈의 설정들이나 MS를 2등신으로 만들어 제작하는 SD 건담 시리즈 최초의 TV 애니메이션이며 무한전기 포트리스, 모험유기 플러스터 월드와 같이 전 52화로 구성되어 있다. 일본의 애니메이션 역사상 첫 3DCG 제작 애니메이션이다.